# Incursión vietnamita en Tailandia
Después de la invasión vietnamita de Camboya en 1978 y el posterior colapso de la Kampuchea Democrática en 1979, el Khmer Rouge anti-Hanói huyó a las regiones fronterizas de Tailandia y, con la ayuda de China, las tropas de Pol Pot lograron reagruparse y reorganizarse en zonas boscosas y montañosas. en la frontera entre Tailandia y Camboya. Durante la década de 1980 y principios de la de 1990, las fuerzas de los Jemeres Rojos operaron desde el interior de los campos de refugiados en Tailandia, en un intento de desestabilizar el gobierno de la República Popular de Kampuchea pro-Hanói, que Tailandia se negó a reconocer. Tailandia y Vietnam se enfrentaron a través de la frontera entre Tailandia y Camboya con frecuentes incursiones vietnamitas y bombardeos en territorio tailandés durante la década de 1980 en persecución de las guerrillas camboyanas que seguían atacando a las fuerzas de ocupación vietnamitas.

## Eventos
Tailandia sospechaba que Vietnam tenía objetivos a largo plazo en la región y temía que los vietnamitas vinieran a apoyar un movimiento de insurgencia comunista en el país. Sería este miedo el que llevaría a Tailandia a apoyar los objetivos de Estados Unidos en Vietnam del Sur durante la Guerra de Vietnam.
En 1973, un nuevo gobierno civil en Tailandia creó una oportunidad para cierto grado de reconciliación con Vietnam del Norte, cuando se propuso eliminar las fuerzas militares estadounidenses en suelo tailandés y adoptar una postura más neutralista. Hanói respondió enviando una delegación a Bangkok, pero las negociaciones fracasaron antes de que se pudiera avanzar en la mejora de las relaciones. Las discusiones se reanudaron en agosto de 1976 después de que Hanói derrotara a los vietnamitas del sur y unificara el país bajo su dominio. Estos resultaron en una invitación para intercambiar embajadores y para abrir negociaciones sobre cooperación económica y comercial, pero un golpe militar en octubre de 1976 marcó el comienzo de un nuevo gobierno tailandés que simpatizaba menos con los comunistas vietnamitas. El contacto se reanudó brevemente en mayo de 1977, cuando Vietnam, Tailandia y Laos celebraron una conferencia para discutir la reanudación del trabajo en la Comisión del Río Mekong, un importante esfuerzo de cooperación que había sido interrumpido por la Guerra de Vietnam. Sin embargo, a partir de diciembre de 1978, el conflicto en Camboya dominó las negociaciones diplomáticas y ofensivas militares vietnamitas estacionales que incluyeron incursiones a través de la frontera tailandesa y numerosas bajas tailandesas que minaron particularmente la relación.
En 1979, después de la ocupación militar vietnamita de Camboya, Bangkok se alió con el Khmer Rouge, un oponente de Vietnam y buscó a Beijing para obtener asistencia de seguridad. En ambos casos, las acciones de Tailandia endurecieron la actitud de Hanói hacia Bangkok. Como miembro de la ASEAN más vulnerable a un hipotético ataque vietnamita por haber dado refugio a los jemeres rojos en campamentos en su territorio, Tailandia fue el principal socio de la ASEAN que se opuso a la invasión vietnamita de Camboya.
La invasión de Camboya en 1978 supuso una posible amenaza para la seguridad nacional de Tailandia. El gobierno de Bangkok ya no tenía a Camboya como estado amortiguador contra el Vietnam comunista.Por lo tanto, Tailandia fortalecería la capacidad de defensa del país en el este y su gasto de defensa se ha disparado. Por lo tanto, Tailandia buscó una alianza con el enemigo de Vietnam, la República Popular China.  China fue humillada porque Vietnam había derrocado a su régimen aliado en Camboya y porque no había brindado apoyo a sus aliados de manera eficiente. La obvia cooperación de Tailandia con China ayudó a dañar aún más las relaciones con Vietnam. . China reaccionaría a la invasión de Camboya con mucha fuerza, y respondería por su parte atacando a Vietnam y provocando un serio conflicto entre los dos países.
Esto no afectaría las acciones de los vietnamitas camboyanos y, a pesar de las condiciones violentas y el gran número de víctimas civiles en Tailandia, este conflicto nunca se convirtió en una guerra. A medida que se fortalecía el régimen pro vietnamita en Camboya, la transferencia de las responsabilidades de seguridad de Vietnam comenzó cada vez más a Camboya. El país comenzó a retirarse en 1984, aunque nunca lo haría oficialmente hasta 1989, después de haber destruido casi por completo el Khmer Rouge.